# Jaume Castells Ferrer
Jaume Castells Ferrer (Benissa, 1942) és un agricultor i polític valencià.

## Biografia
Fill d'una família de camperols, als 23 anys es va establir a València. De jove va militar a les HOAC i a les Joventuts Rurals d'Acció Catòlica. El 1968 va ingressar en el grup polític valencià PROLESA (Promociones y Lecturas SA) i col·laborà a Cuadernos para el Diálogo, i el 1971 es va afiliar a la coordinadora del Metall de València de Comissions Obreres. El 1974 va ingressar a la secció valenciana del PSOE (després PSPV-PSOE i a la UGT, de la que el 1976 en fou membre del comitè federal. Endemés, el 1975 fou escollit membre de la Comissió Executiva Nacional del PSOE.
A les primeres eleccions municipals democràtiques fou escollit regidor de l'ajuntament de Benissa (Marina Alta) de 1979 a 1987, ocupant-ne l'alcaldia durant el període 1986-1987 i tinent d'alcalde el 1999-2003. Alhora, ha estat diputat per la província de València a les eleccions generals espanyoles de 1977, 1979, 1982, 1986, 1989 i 1993, i al Congrés dels Diputats ha estat membre de la comissió d'agricultura, ramaderia i pesca. De 1999 a 2003 tornà a ser regidor d'urbanisme del PSPV a l'ajuntament de Benissa i tinent d'alcalde i el 1999 membre de la corporació de la Diputació d'Alacant pel districte de Dènia.